# Herpetológia
A herpetológia a zoológia azon ága, amely a kétéltűekkel és hüllőkkel foglalkozik. 

## Története

### A magyar herpetológia története

#### Korai újkor
Bár Carl Linné Systema Naturae című műve megjelenése előtt is számos zoológiával és ezekben a munkákban érintőlegesen a herpetológiával is foglalkozó mű jelent meg Magyarországon (pl. Apáczai Csere János: Magyar encyclopaedia, 1655; Miskolczi Gáspár: Egy jeles vadkert, 1702 stb.), de ezekben még keveredtek a valódi megfigyelések a vallásos tanokkal és babonás hiedelmekkel. 
A korai magyar herpetológia első igazi művelője Földi János (1755–1801) hajdúhadházi orvos volt, akinek halála évében Pozsonyban jelent meg zoológiai témájú könyve, amelynek már herpetológiai vonatkozásai is voltak (Természeti História. A Linné Systémája szerént. Első tsomó. Az állatok országa). Azonban a szerző nem kutató természettudós volt, hanem természettudományokkal foglalkozó író, akinek fentebb említett munkája nagyrészt Blumenbach Handbuch der Naturgeschichte (1799) című könyvének fordítása, amit a szerző különböző megjegyzésekkel egészített ki.
Tudománytörténet szempontból megemlítendő itt a kiváló magyar botanikus és természettudós, Kitaibel Pál (1757–1817) is, aki 1797-ben begyűjtött egy kis gyíkot, amely még ma is az ő nevét viseli. Az említett kis hüllő a pannon gyík (Ablepharus kitaibelii), amely a Kárpát-medence egyik kiemelkedő természeti értéke.

#### 19. század
Széles érdeklődésű, hüllőket is vizsgáló kutató volt Frivaldszky Imre (1799–1870), aki egyben a Magyar Nemzeti Múzeum Természettudományi Osztályának kutatója is volt, és aki elhivatott természetbúvárként, saját pénzéből különböző gyűjteményeket is vásárolt, egy Zoológiai Múzeum létrehozásának céljából. A legfontosabb herpetológiai témájú műve a Monographia Serpentum Hungariae (A magyarországi kígyók monográfiája), amely 1823-ban jelent meg Pesten.
Gerenday József (1814–1862) orvos és a Füvészkert egykori igazgatója 1839-ben jelentette meg az első magyar nyelvű herpetológiai munkát Magyar ’s dalmátországi kígyók címmel, amelyben részletesen kitárgyalja az egyes fajokat, ismerteti anatómiájukat, élettanukat, hasznukat, előfordulásukat, és beszámol a mérgeskígyók mérgének hatásairól, a marások tüneteiről, valamint ezek kezeléséről is.
Ebből az időszakból meg kell még emlékeznünk Eduard Albert Bielz (1827–1898) természettudós 1856-ban megjelent munkájáról is, amely Erdély gerinces állatvilágával foglalkozik, benne természetesen a kétéltűekkel és hüllőkkel.
A 19. század második felében mind több magyar nyelvű tanulmány látott napvilágot Magyarország és Erdély kétéltű- és hüllőfaunájáról. 
Károli János (1842–1882), a Magyar Nemzeti Múzeum munkatársa 1878-ban megírta a Magyarország Amphibiái, illetve 1879-ben a Magyarország kígyóinak átnézete című munkáit.
Entz Géza (1842–1919) a korszak kiváló zoológusa néhány munkájában szintén foglalkozik herpetológiával. Ezek közül a legfontosabb az Adalékok Erdély herpetológiájához (1888).
A 19. század végén, az országra jellemző általános tudományos felemelkedés idején lépett színre minden idők legkiemelkedőbb magyar herpetológusa, Méhelÿ Lajos (1862–1953). 1885 és 1896 között a brassói főreáliskola tanáraként írta első nagy herpetológiai műveit. Jellemző Méhelÿ szerteágazó tehetségére, hogy több munkáját is gyönyörű, saját készítésű festményeivel illusztrálta, amelyeknek a legtöbbje élethű ábrázolásával a mai kor igényeinek is tökéletesen megfelel. Legjelentősebb nyomtatásban megjelent herpetológiai munkái a következők: A magyar fauna Bombinatorjai (B. igneus és B. pachypus) (1892), Hazánk egy új Tritonja: Tr. (Molge) montandoni (1892), A Barczaság herpetológiai viszonyai (1892), Die Kreuzotter (Vipera berus L.) in Ungarn (1893), Magyarország barna békái (Rana fuscae Hungariae) (1894), Beiträge zur Herpetologie Transkaukasiens und Armeniens (1894), Magyarország kurta kígyói (Vipera berus és Vipera ursinii) (1897), Adatok az Új-Guineai szűkszájú békák (Engystomatidae) ismeretéhez (1901), A származástan mai állása (1905), Archeo- és Neolacerták (1907), A hazai viperákról (1912). 
A sors furcsa fintora, hogy Méhelÿ két herpetológiai főműve, a Fajkép és fajbélyeg, amely a gyíkok származásával és törzsfejlődésével foglalkozik, illetve a Herpetologia Hungarica című munkái máig kiadatlanok maradtak. Ez utóbbi legendás munkájával 1896-ban elnyerte a Magyar Tudományos Akadémia Bésán-díját is. Ennek az óriási műnek, a sokáig elveszettnek hitt 666 oldalas kézirata az ELTE Levéltárából került elő a közelmúltban, míg az ehhez tartozó Méhelÿ által festett táblaképek jelenleg a Magyar Természettudományi Múzeumban találhatók meg. Az eredetileg tervezett 39 festményből 7 darab sosem készült el, és csak 22 litográfia került nagyobb példányszámban (2500-2500 példányban) nyomdai sokszorosításra 1909-1924 között. 

#### A 20. század első fele
Méhelÿ Lajos mellett a másik két legjelentősebb magyar herpetológus a 20. század első felében jelentkező Bolkay István és Fejérváry Géza Gyula volt.
Bolkay István József (1887–1930) egyetemi tanulmányai után Méhelÿ Lajos mellett dolgozott a Magyar Természettudományi Múzeum Állattárának Herpetológiai Gyűjteményében. Legaktívabb tudományos tevékenységét nem Magyarországon, hanem Szarajevóban (Bosznia-Hercegovina fejtette ki, ahol 1919-től haláláig a Bosznia-Hercegovinai Tartományi Múzeum gerinces gyűjteményének vezetőjeként dolgozott. 
Főbb művei: Adatok Gömör-Kishont vármegye herpetológiájához (1907), A magyarországi békák lárvái (1909), Adatok Magyarország pannoniai és praeglaciális herpetológiájához (1913), On the Phylogenetical Series Vipera gedulyi By. – Vipera ammodytes L. – Vipera meridionalis Blgr. (1920), A list of the Amphibians and Reptiles, preserved in the Bosnian-Hercegovinian Land-Museum, with morphological, biological and zoogeographical Notes (1924), Die Amphibien und Reptilien von Sarajevo und Umgebung (1929), With an Appendix on the probable Origin of the Anurous Batrachians and a Sketch of their Naturae system (1933).
A kor másik nagy alakja báró Fejérváry Géza Gyula (1894–1932), aki a Méhelÿ-féle iskola egyik legismertebb képviselője volt. 15 éves korában megjelent első publikációja a Rhône völgyének kétéltű- és hüllőfaunáját tárgyalja, német nyelven és több mint 40 oldalnyi terjedelemben. 1916-tól a Magyar Nemzeti Múzeumban a herpetológiai gyűjtemény vezetője volt. Paleontológiai kutatásai során részletesen foglalkozott a fosszilis Rana méhelyi-vel, de nagy elismerést hoz számára a fosszilis varánuszokról írt két monográfiája is. A máltai kormány megbízásából tanulmányozta a sziget herpetológiai és paleoherpetológiai viszonyait is. 
Főbb munkái: Adatok a Rana Méhelyi By. ismeretéhez (1915), Fosszilis békák a püspökfürdői praeglaciális rétegekből különös tekintettel az Anurák sacrumának phyletikai fejlődésére (1917), Contributions to a monography on fossil Varanidae and on Megalanidae (1918), Bionomiai megfigyelések a barlangi gőtéről (Proteus anguinus Laur.) Különös tekintettel a Dollo-féle törvényre (1919), On the occurence of Vipera berus L. in the country of Zala S. Hungary (1923), On the Batrachians and Reptiles collected by Mr. E. Csiki in the Northern Parts of Central Albania in Servia (1923), Further Contributions to a Monograph of the Megalanidae and fossil Varanidae – with notes on recent Varanians (1935).
Fejérváryné Lángh Aranka (1898–1988) Fejérváry Géza felesége volt, paleontológus és ugyancsak elismert herpetológus. 1923-ban jelent meg főműve, amely a fosszilis Ophisauriákról szól. 1924-ben felajánlotta két nagy szekrényt megtöltő privát herpetológiai preparátumgyűjteményét a Nemzeti Múzeumnak. Férje 1932-ben történt halála után Nemzeti Múzeum herpetológiai gyűjteményének vezetője lett. Ő rendezte sajtó alá Fejérváry befejezetlen munkáit is. Főbb herpetológiai művei: A békák csökevényes bordáiról (1918), Einige Bemerkungen über die Variation von Molge cristata (1923), Beiträge zu einer Monographie der fossilen Ophisaurier (1923), Beiträge und Berichtigungen zum Reptilien-Teil des ungarischen Faunenkataloges (1943), Adatok Erdély herpetológiájához (1944).
Vasvári Miklós (1898–1945) ugyan ornitológus volt, doktori disszertációját azonban az Adatok a zöldgyík formakör ismeretéhez (1926) címmel készítette el. Ebben írta le a zöld gyík egy új alfaját, a Lacerta viridis fejérváryi-t (újabban Lacerta bilineata fejérváry), amely még ma is érvényes taxonnak tekintendő. Pályájának kezdetén mind Méhelÿ, mind Fejérváry támogatta a fiatal kutatót, és igyekeztek a herpetológia irányába terelni érdeklődését, amelynek köszönhetően 1923-ban ő fedezte fel Délnyugat-Magyarországon a keresztes viperát (Vipera berus), illetve annak fekete színváltozatát. Később azonban teljesen felhagyott herpetológiai munkásságával, eltekintve kis-ázsiai kutatóútjaitól, ahonnan nemcsak ornitológiai, hanem jelentős herpetológiai anyagot is hozott magával. Ezek jelentős része sajnos elpusztult a II. világháború viharaiban. 
Klobusitzky Dénes (1900–1974) szintén nem herpetológus, sőt nem is zoológus volt, hanem orvos. Azonban orvosi munkásságához kapcsolódóan behatóan foglalkozott a dél-amerikai kígyók és főleg a Bothrops-fajok mérgének vizsgálatával is. Főbb herpetológiát is érintő művei: Biochemische Studien über die Gifte der Schlangengattung Bothrops. I.-VI. (1935–1938), Immunologische Eigenschaften der Schlangengifte (1941), Giftschlangen und Schlangengifte (1960).

#### A 20. század második fele
Szabó István (1913–2000) aki főképp a Pilis, a Visegrádi-hegység és a Börzsöny kétéltűit és hüllőit kutatta. Összesen majd 30 ismeretterjesztő és tudományos herpetológiai publikációt írt, amelyek a magyarországi kétéltű- és hüllőfauna kutatása mellett természetvédelmi kérdésekkel is foglalkoznak.
A második világháború utáni korszak egyetlen igazi terepherpetológusa évtizedeken át Marián Miklós (1914–) volt. Belső-Somogy, a Barcsi-ősborókás, a Zselic, a Bakony, a Fehér-tó, a Kunfehér-tó, a Dél-alföld, a Fenyőfői Ősfenyves, a Soproni-hegység, valamint a Tisza majdnem teljes magyarországi szakaszának kétéltű- és hüllőfaunáját feldolgozta. Közel 50 tudományos és ismeretterjesztő dolgozata foglalkozik a kétéltűek és hüllők világával.
Janisch Miklós (1922–2002) parazitológus, aki herpetológusként is közismert volt, mint Magyarország egyetlen hivatalos „állami mérgeskígyó szakértője”. Elsősorban a magyarországi viperákkal foglalkozott, és senki nem ismerte nála jobban a ma már kihalóban lévő rákosi vipera (Vipera ursinii rakosiensis) egykori és jelenlegi lelőhelyeit. Így nem is csoda, hogy ő fedezte fel újra a Hanságban ugyanezt a kígyót. Herpetológusként bejárta Kanadát és Tanzániát is. Herpetológiai cikkei közül a rákosi viperáról írt három munkája érdemel említést.
Dely Olivér György (1927–2003) a korszak egyik legjelentősebb herpetológusa volt. Miután 1956-ban a Magyar Természettudományi Múzeum Állatárának herpetológiai gyűjteménye szinte teljesen elpusztult, Fejérvárynétól ő vette át a gyűjtemény vezetését, és az ő feladata lett a gyűjtemény újrateremtése. Kutatóként és gyűjtőként megjárta Egyiptomot, Algériát és Észak-Koreát is. Ő szervezte meg az 1981-ben Budapesten rendezett herpetológiai konferenciát, de tiszteletbeli elnöke 10 évvel később a Societas Europaea Herpetologica (SEH) konferenciájának is. Összesen 83 tudományos publikációja jelent meg, amelybe beletartoznak a magyarországi kétéltűek és hüllők első részletes feldolgozását adó „faunafüzetek” is. Szerkesztője a Vertebrata Hungarica című tudományos folyóiratnak, de a magyarországi kétéltű- és hüllőfauna feldolgozásán túl számos távoli vidék kétéltű- és hüllőcsoportjáról is nagy átfogó munkákat tett közzé. Több tanulmányában feldolgozta Méhelÿ, Bolkay Fejérváry, Fejérváryné és Klobusitzky életét, de számos paleontológiai cikket is ír. Főbb művei a következők: Examen du Triton alpestre (Triturus alpestris Laurenti) spécialement en vue des populations de la Hongrie et des Carpathes (1959), Examen Biométrique, Ethologique et Oecologique du Triton alpestre (Triturus alpestris Laurenti) des Populations du Bassin des Carpathes (1960), Contribution a l’étude systématique, zoogéographique et génétique de Rana arvalis arvalis et Rana arvalis wolterstorffi (1964), Kétéltűek – Amphibia. – Magyarország Állatvilága (1967), Schildkrötenreste (Emys orbicularis L.) aus Awaren- und Longobarden-Gräbern (1965), Adatok a Kárpát-medencei törékeny gyík (Anguis fragilis Linnaeus) rendszertanához és elterjedéséhez (1972), Hüllők – Reptilia. – Magyarország Állatvilága (1978), Analyse der morphologischen Eigentümlichkeiten drei mongolischer Eremias-Arten (1979), Weitere Beiträge zur Kenntnis des Vipera ursinii-Formenkreises (1984).